# 樺山忠副
樺山 忠副（かばやま ただそえ、天文6年4月15日（1537年5月23日）- 弘治3年4月15日（1557年5月13日））は戦国時代の薩摩国島津氏の家臣。父は島津氏庶流樺山氏8代当主の樺山善久、母は島津忠良の次女・御隅（島津貴久の姉）。幼名は千代鍋丸、通称は太郎、助太郎。
樺山善久の嫡男として誕生、天文19年（1550年）に祖父・島津忠良の加冠により元服し、天文23年（1554年）には岩剣城の戦いに参加した。弘治3年（1557年）、蒲生氏・菱刈氏との戦いにおいて（纒頭の戦い）、敵陣を攻め破る際に手負いとなり、同日その傷が元で死去した。享年21。法名は「華巌弓木上座」。島津義久が哀悼の和歌を詠んでいる。
　　　情有りてかたぢも人にことなるを　さきだてて見るあなう世の中
　　　むかひては中々かなしそれとのみ　筆にとめおく人の名残りは
　　　あやなくも歎な詫そたらちねを　おくらすたぐひこころ有世を
　　　峯の雲浦に塩やく煙にも　見し面影のたちやそふふらむ
　　　たかき名を残すはさすがうれしきも　はかなやわきて武士の道
　　　吹風のさそひし花の陰ならて　かかる夢をも見る世なりけり
此の歌は島津義久が樺山忠副が弘治三年の蒲生攻略の戦の際、菱刈重豊に斬られ重傷を負い国分・長濱の城にて亡くなったのを甚く悲しみ嘆きのあまり弥陀の六字（なむあみたふ）を歌頭にし詠んだ歌『三国名勝図会』より
母の御隅は忠副の死を機に出家し、朝夕怠らず供養の念仏を続けたという。